# Paramphisopus fairbridgei
Paramphisopus fairbridgei är en kräftdjursart som beskrevs av Nicholls 1943. Paramphisopus fairbridgei ingår i släktet Paramphisopus och familjen Amphisopidae. Inga underarter finns listade i Catalogue of Life.